# Flèche de Heist 2024
La 67e édition de la Flèche de Heist (en néerlandais : Heylen Vastgoed Heistse Pijl), une course cycliste masculine sur route, a lieu en Belgique le 1er juin 2024. L'épreuve se dispute sur 196,5 kilomètres entre Vosselaar et Heist-op-den-Berg, dans la province d'Anvers. Elle fait partie du calendrier UCI Europe Tour 2024 en catégorie 1.1.

## Parcours
Le départ a lieu sur la Remi Lensplein à Vosselaar. Le parcours se dirige vers Geel, Westerlo, Herentals et Heist-op-den-Berg où les coureurs franchissent une première fois la ligne d'arrivée située sur la Paul Van Roosbroecklaan après 78,3 kilomètres. Ensuite, les coureurs accomplissent six boucles d'un circuit local de 19,7 kilomètres.

## Équipes participantes
| WorldTeams (7)- Alpecin-Deceuninck - Arkéa-B&B Hotels - Bora-Hansgrohe - Cofidis - Intermarché-Wanty - Team dsm-firmenich PostNL - Team Visma \| Lease a Bike ProTeams (7)- Bingoal WB - Caja Rural-Seguros RGA - Equipo Kern Pharma - Lotto Dstny - TDT-Unibet - Team Flanders-Baloise - Uno-X Mobility Équipes continentales (7)- Baloise Trek Lions - BEAT Cycling Club - Israel Premier Tech Academy - Metec-Solarwatt p/b Mantel - Parkhotel Valkenburg - Tarteletto-Isorex - Volkerwessels Cycling Team Équipe régionale et de club- Deschacht-Hens-FSP |
| |

## Classements

### Classement final
| \| Classement général \| Classement général \| Classement général \| Classement général \| Classement général \| \| Coureur \| Coureur \| Pays \| Équipe \| Temps \| \| ------------------ \| ------------------ \| ------------------ \| ------------------------- \| ------------------ \| \| 1er \| Alexander Kristoff \| Norvège \| Uno-X Mobility \| 4 h 14 min 51 s \| \| 2e \| Casper van Uden \| Pays-Bas \| Team dsm-firmenich PostNL \| + 0 s \| \| 3e \| Amaury Capiot \| Belgique \| Arkéa-B&B Hotels \| + 0 s \| |                    |          |                           |                 |
| |                    |          |                           |                 |
| Source : ProCyclingStats |                    |          |                           |                 |
| Classement général |                    |          |                           |                 |
| Coureur | Coureur            | Pays     | Équipe                    | Temps           |
| 1er | Alexander Kristoff | Norvège  | Uno-X Mobility            | 4 h 14 min 51 s |
| 2e | Casper van Uden    | Pays-Bas | Team dsm-firmenich PostNL | + 0 s           |
| 3e | Amaury Capiot      | Belgique | Arkéa-B&B Hotels          | + 0 s           |

### Classements UCI
La course attribue des points au classement mondial UCI 2024 selon le barème suivant :
| Position           | 1er | 2e | 3e | 4e | 5e | 6e | 7e | 8e | 9e | 10e | 11e | 12e | 13e à 15e | 16e à 25e |
| Classement général | 125 | 85 | 70 | 60 | 50 | 40 | 35 | 30 | 25 | 20  | 15  | 10  | 5         | 3         |